# Caso 111-97-TC
El caso No. 111-97-TC marcó un hito en la historia de la Tribunal Constitucional. Emitido el 25 de noviembre de 1997, este fallo abordó las leyes de sodomía vigentes en el país. Por unanimidad, el tribunal recién establecido declaró inconstitucional el primer párrafo del artículo 516 del Código Penal, que criminalizaba las relaciones sexuales entre personas del mismo sexo. Este fallo representó el primer paso hacia un reconocimiento más amplio de los derechos LGBT en Ecuador. Al año siguiente, el país hizo historia al convertirse en el primero de las Américas, y el tercero en el mundo tras Sudáfrica y Fiyi, en incluir la orientación sexual como una categoría protegida en su Constitución.
La decisión del tribunal no fue recibida con entusiasmo por los activistas de los derechos LGBT, quienes criticaron su caracterización de la homosexualidad como una «conducta anormal» que debería tratarse médicamente en lugar de sancionarse penalmente. El tribunal fue acusado de adoptar una postura tradicionalista al afirmar que «es claro que si bien [la homosexualidad] no debería ser una conducta punible judicialmente, la protección de la familia y de los menores exige que no sea una conducta socialmente exaltada».
La decisión también recibió críticas de los conservadores sociales que se oponían a la despenalización total de la homosexualidad.